# Spaces
Spaces, namnet på virtuella skrivbord i Mac OS 10.5 (Leopard).
Med virtuella skrivbord kan man ha och växla mellan flera olika skrivbord och slipper ha alla applikationer på samma skrivbordsyta. Funktionen har funnits i Unix fönsterhanterare X11 med GNOME och KDE (och även enklare fönsterhanterare) sedan lång tid tillbaka.